# Ouvrage du Col-d'Agnon
L'ouvrage du Col-d'Agnon est une fortification faisant partie de la ligne Maginot, située sur la commune de Breil-sur-Roya dans le département des Alpes-Maritimes.
Il s'agit d'un petit ouvrage d'infanterie de trois blocs, inachevé, servant d'abri actif : il avait pour mission non seulement de protéger une section d'infanterie, mais aussi de servir d'observatoire.

## Description
Le col d'Agnon, à 1 074 mètres d'altitude, se trouve sur le contrefort ouest-est partant du sommet de l'Arboin (qui culmine à 1 579 mètres), se poursuivant plus à l'est sur la crête de Campe et descendant ensuite dans la vallée de la Roya. L'accès se fait par un sentier militaire empierré montant en lacets à partir de la route (l'ancienne RN 204) reliant Breil à Sospel, cette route remontant le vallon de la Lavina pour atteindre le col de Brouis.

### Position sur la ligne
L'abri du Col-d'Agnon est un abri placé en avant de la ligne principale de résistance, marquée par l'ouvrage du Col-de-Brouis plus au sud et l'ouvrage de La Déa (un autre abri actif) au nord-ouest. L'ouvrage du Col-d'Agnon est en fait plutôt au niveau de la ligne des avant-postes, avec notamment l'avant-poste de La Croix-de-Cougoule sur la cime du Bosc (de l'autre côté du vallon de la Lavina). L'ensemble de la zone était couvert par les tourelles d'artillerie de l'ouvrage du Monte-Grosso.

### Souterrains et blocs
Comme tous les autres ouvrages de la ligne Maginot, celui du Col-d'Agnon est conçu pour résister à un bombardement d'obus de gros calibre. Les organes de soutien sont donc aménagés en souterrain, creusés sous plusieurs mètres de roche, tandis que les organes de combat, dispersés en surface sous forme de blocs, sont protégés par d'épais cuirassements en acier et des couches de béton armé. Les installations souterraines abritaient un casernement pour l'équipage, une cuisine, un poste de secours, des latrines, des lavabos, un petit stock de munitions, un stock de vivres, ainsi que des citernes d'eau. Mais le petit groupe électrogène et le système de ventilation n'ont pas été installés.
L'ouvrage est composé de trois blocs dont deux blocs d'entrée et un bloc de combat : il s'agit en fait d'un abri-caverne sur lequel a été greffée un observatoire d'artillerie. Le niveau de protection est le no 2, soit pour les murs exposés une épaisseur de 2,25 mètres de béton armé et pour les dalles deux mètres, de quoi théoriquement résister à un pilonnage jusqu'au calibre 240 mm.
Le bloc 1 est l'entrée nord, avec comme protection un créneau pour fusil-mitrailleur dans la porte blindée d'entrée. Le bloc 2 est l'entrée sud, lui aussi avec pour toute défense un créneau FM dans la porte. Les deux entrées sont chacune sur un des versants (les deux étant observables du côté italien), avec les portes orientées vers l'ouest.
Le bloc 3 est un observatoire d'artillerie donnant sur le versant nord, équipé avec une cloche GFM allégée (en une seule pièce d'acier, mais de seulement une tonne, plus facilement transportable sur les sentiers de montagne), équipée d'un périscope J 2 et de créneaux pour tirer au fusil mitrailleur.
Les fusils mitrailleurs (FM) de l'ouvrage étaient chacun protégé par une trémie blindée et étanche (pour la protection contre les gaz de combat). Ils tirent la cartouche de 7,5 mm à balle lourde (modèle 1933 D de 12,35 g au lieu de 9 g pour la modèle 1929 C).
Les armes étaient des MAC modèle 1924/1929 D, dont la portée maximale est de 3 000 mètres, avec une portée pratique de l'ordre de 600 mètres. L'alimentation du FM se fait par chargeurs droits de 25 cartouches, avec un stock de 14 000 par cloche GFM et 1 000 pour un FM de porte. La cadence de tir maximale est de 500 coups par minute, mais elle est normalement de 200 à 140 coups par minute,.

## Histoire
Le programme d'origine (le rapport du 12 février 1929) avait prévu un ouvrage d'artillerie sur l'Arboin, mais celui-ci fut ajourné (faute de crédit) dans le programme du 31 janvier 1931 de la Commission d'organisation des régions fortifiées (CORF). L'ouvrage est réalisé grâce à la main-d'œuvre militaire (MOM), qui ouvre le chantier en 1934. Dès 1936, les travaux sont temporairement interrompus dans le contexte des négociations entre les gouvernements français et italien.
L'équipage de l'ouvrage est fourni par le 85e bataillon alpin de forteresse (celui du quartier Brouis). L'ouvrage n'est pas concerné directement par les combats de juin 1940, qui se limitent aux environs de Fontan.